# Painkiller (album de Krokus)
Pour les articles homonymes, voir Painkiller.
Albums de Krokus
To You All
(1978) Metal Rendez-vous
(1980)
Singles
Painkiller est le 3e album studio du groupe de hard rock suisse, Krokus.

## Histoire
Pour la première fois Krokus enregistre hors de la Suisse et pour cela il se rend à Oxford en Angleterre, au Manor Studios. L'album fut bouclé en à peine six jours.
Il est le dernier album avec Chris Von Rohr au chant, celui-ci se chargera de la basse et des chœurs sur l'album suivant Metal Rendez-Vous qui marquera un tournant dans la carrière du groupe.
Réalisé au début que pour le marché suisse, il sera par la suite édité sous le titre Pay It In Metal sous cinq pochettes différentes.

## Liste des titres
- Tous les titres sont composés par Fernando Von Arb et Chris Von Rohr sauf indications.

### Face A
1. Killer - 3:34
2. Werewolf (Freddy Steady / Von Arb / Von Rohr) - 3:19
3. Rock Ladies - 3:01
4. Bad Love - 4:53
5. Get Out of my Mind - 3:40

### Face B
1. Rock Me, Rock You - 3:20
2. Deadline (Tommy Kiefer / Von Rohr) - 2:01
3. Susie - 3:02
4. Pay It ! - 3:01
5. Bye Bye Baby - 4:16

## Musiciens
- Chris Von Rohr: chant, percussions
- Tommy Kiefer: guitares
- Fernando Von Arb: guitares, basse
- Freddy Steady: batterie
- Jurg Naegeli: basse, claviers